# مورايا كونيجية
مورايا كونيجية أو شجرة الكاري (الاسم العلمي:Murraya koenigii) (بالإنجليزية: Curry tree)‏ هي نوع من النباتات يتبع جنس المورايا من الفصيلة السذابية.